# 全国フェミニスト議員連盟
全国フェミニスト議員連盟（ぜんこくフェミニストぎいんれんめい、Alliance of Feminist Representatives）は、1992年に結成された日本の超党派の議員連盟。
機関紙として『AFER』（アファー）を発行。

## 結成
1992年2月15日に三井マリ子東京都議会議員、中嶋里美所沢市議会議員らを呼びかけ人として結成された。地方議員20人をはじめとした女性運動家100人が参加した。立憲民主党の石垣のりこなど国会議員も参加する。

## 参加メンバー

### 国会議員
参議院
- 石垣のりこ - 立憲民主党
- 福島みずほ - 社会民主党

### 地方議員
北海道
- ニセコ町議会
斎藤うめ子（無所属）

宮城県
- 仙台市議会
ひぐちのりこ（社民フォーラム市議団）

埼玉県
- 川越市議会
伊藤正子（無所属）
- 越谷市議会
松田典子（立憲・市民ネット）
- 狭山市議会
髙橋ブラクソン久美子（市民派無所属）
- 八潮市議会
矢澤江美子（市民と市政をつなぐ会）
- 三郷市議会
村上香代子（市民派クラブ）
片山かおる
- 羽生市議会
さいとう万紀子(羽生市民ネット)
- 松戸市議会
増田かおる（政策実現フォーラム）
- 船橋市議会
池沢みちよ（市民民主連合）
- 成田市議会
会津素子（虹と緑）

東京都
- 東京都議会
漢人あきこ（グリーンな東京）
- 江東区議会
中村まさ子（無所属）
- 北区議会
山崎たい子（日本共産党）
- 千代田区議会
小枝すみこ（ちよだの声）
- 港区議会
石渡ゆき子（みなと政策会議）
- 八王子市議会
前田佳子（八王子・生活者ネットワーク）
- 三鷹市議会
野村羊子（いのちが大事）
- あきる野市議会
辻よし子（くさしぎ）
- 小金井市議会
坂井えつ子（緑・つながる小金井）
片山かおる（市民といっしょにカエル会）

神奈川県
- 神奈川県議会
日下景子（立憲民主党・民権クラブ）
- 茅ヶ崎市議会
小磯妙子（ちがさき立憲クラブ）
- 中井町議会
加藤久美（無所属）

新潟県
- 新潟市議会
石附幸子（市民ネット新潟）
- 佐渡市議会
荒井眞理（市民の声）

長野県
- 塩尻市議会
丸山寿子（市民派連合）
- 駒ヶ根市議会
気賀沢葉子（明鏡会）

岐阜県
- 岐阜市議会
髙橋和江（無所属クラブ）

広島県
- 廿日市議会
井上さち子（新政クラブ）

山口県
- 岩国市議会
姫野敦子（リベラル岩国）

愛媛県
- 愛媛県議会
武井多佳子（ネットワーク市民の窓）

福岡県
- 北九州市議会
森本由美（ハートフル北九州）

熊本県
- 熊本市議会
緒方夕佳（無所属）

### 元議員
- よだかれん - 元 新宿区議（れいわ新選組所属）
- 陣内やすこ - 元 東京都八王子市議
- 三井マリ子 - 元 東京都議
- 村松まさみ - 元 東京都小平市議
- まきけいこ - 元 千葉県船橋市議
- 村越まり子 - 元 東京都文京区議
- 大塚恵美子 - 元 東京都東村山市議
- 日向美砂子 - 元 東京都小平市議
- 瀬野喜代 - 元 東京都荒川区議
- 中嶋里美 - 元 埼玉県所沢市議
- 市来とも子 - 元 東京都杉並区議
- 植田靖子 - 元 東京都世田谷区議
- 貴谷麻衣 - 元 島根県松江市議

### その他
- 岩本美砂子 - 三重大学 教授
- 宇野重規 - 東京大学 教授
- 三浦まり - 上智大学 教授
- 西山千恵子 - 大学非常勤講師
- 五十嵐美那子 - 図書出版 生活思想社 代表
- 吉祥眞佐緒 - 一般社団法人エープラス 代表理事
- 神永れい子 - クオータ制の実現をめざす会
- 木村昭子
- 須藤延恵
- 岡田夫佐子

## 歴代代表
| 就任年月日    | 共同代表     | 共同代表   |
| ------------- | ------------ | ---------- |
| 1992年        | 中嶋里美     | 三井マリ子 |
| 1994年        | 小枝すみ子   | 広田信子   |
| 1995年        | 住田景子     | 中田京     |
| 1998年        | 鐘ヶ江洋子   | 石崎たかよ |
| 2000年        | 岩橋百合     | 土井節子   |
| 2002年        | 名取みさこ   | 木村民子   |
| 2004年        | さとうももよ | 丸山寿子   |
| 2006年        | 村上香代子   | 瀬野喜代   |
| 2008年        | 陣内泰子     | 野村羊子   |
| 2010年        | 矢澤江美子   | 中村まさ子 |
| 2012年        | 日下景子     | 片山かおる |
| 2014年        | 会津素子     | 皆川りうこ |
| 2016年        | ひぐちのりこ | 日向美砂子 |
| 2018年5月27日 | 小磯妙子     | まきけいこ |
| 2020年5月24日 | 前田佳子     | 増田かおる |

## 主な申し入れ事項
- 1992年、各党に候補者の30％を女性にする事と、比例代表制の名簿を男女交互にすることを申し入れた[5]。これに対して日本社会党委員長の田邊誠と社会民主連合代表の江田五月は賛意を示した一方、二院クラブの今泉隆雄は疑問を投げかけた[5]。
- 同年、北口和皇熊本市議会議員がセクハラを受けた事案で、議会での本人の発言に対して懲罰を下した事に対して、7月13日付で嶋田幾雄議長あてに抗議と懲罰の撤回を求める声明文を出した[6]。しかし、回答がなかった為8月5日、三井が直接嶋田に申し入れを行った[7]。
- 1995年8月19日、8日に発足した村山改造内閣に女性閣僚が1人も入らなかったのは時代に逆行するとして、村山富市あての抗議文を総理府に提出した[8]。
- 1996年7月26日、NHKに対し、働く女性が少なすぎるとして女性職員の積極採用を求める要望書を提出した[9]。
- 2010年9月28日、千葉県の第三次男女共同参画計画の骨子案から削除された「男女平等」の文言を、復活することを求める申し入れ書を千葉県に提出した[10]。
- 2016年6月2日、岡崎市議会で発生したセクハラに関して、「個人の問題」として放置したことに対して抗議する文書を蜂須賀喜久好議長に提出した[11]。
- 2017年4月9日、石嶺香織宮古島市議会議員に対する辞職勧告決議の撤回を求める要請書を棚原芳樹議長と全議員あてに送付した[12]。
- 同年8月7日、仙台・宮城観光キャンペーン推進協議会の壇蜜が出演するPR動画について、公金で制作すべき内容ではないとして配信停止を申し入れた[13]。
- 2019年11月18日、愛媛県のPR事業「まじめえひめプロジェクト」に対して、家族による介護や看護を美徳とすることや、「独身ネタ」を使ったハラスメントに抗議するとして、事業に抗議し中止を求める要望書を中村時広知事に提出した[14][15]。
- 2021年8月26日、千葉県警がバーチャルYouTuberの戸定梨香を起用して作成・公開した交通安全を啓発する動画に対し、女児を性的な対象として描いており女性の定型化された役割に基づく偏見及び慣習を助長しているとして、当局の謝罪、動画の使用中止、削除を求める公開質問状を楠芳伸千葉県警本部長、松戸警察署長、松戸東警察署長、熊谷俊人千葉県知事、本郷谷健次松戸市長、松戸市教育長あてに送付した[16][17]。

## 申し入れへの反応
- 壇蜜のPR動画に対する申し入れについて、村井嘉浩宮城県知事は2017年8月7日の定例記者会見で批判に疑問を呈した[13]。しかし、同月21日の定例記者会見で26日のイベントを区切りに配信を終了する意向を表明した[18]。村井知事は同月26日の関連イベントで「一部の方から厳しい批判があって、腫れ物を触るような扱いをされ、壇蜜さんにつかわせて申し訳ない。壇蜜さんも心の中では喜んでいたはず」「裸婦像を性的と見るか芸術としてみるか。（動画を）作品としてみれば評価する人もいた。何をやっても取りようがある。観光客がどれくらい来て継続されたのかというのが大事だ」、8月28日の定例会見で「一連の観光キャンペーンはうまくいった」「8割前後の方がいいんじゃないかという声もあった。サイレントマジョリティーからは支持された」と述べた[19]
- 一方、出演した壇蜜は8月27日放送のテレビ番組『サンデージャポン』で「決してアクセス数の上にあぐらをかいてはいけない。賛否両論あったことは、県知事も私も制作に関わった方々も受け入れないといけない」「460万あったからいいじゃないか、集客数が伸びたからいいじゃないかと、（周りの人に）言われたからって、それをいいですよねって私たちが絶対主張してはいけない」と述べ、動画の内容についての問いに対し「壇蜜というタレントを選んでもらっておかしいとか、それは思ってはいけないと思った」と答えた[20]。

- 「まじめえひめプロジェクト」への申し入れに対し、中村時広は継続する意向を示したほか、議員連盟のメンバーで問題視した県議に対して「プロの活動家として歩んでこられ、政治的な背景を持った団体との連携もかなり強い方」と主張している[14][21]。

- 千葉県警は2021年9月10日までに交通安全啓発動画を削除した[16][22]。これに対し、動画に出演しているVTuberの戸定梨香をプロデュースした会社の代表はこの申し入れに対し、遺憾の意を示している[23]。また、荻野稔大田区議会議員・青識亜論らが全国フェミニスト議員連盟宛抗議と公開質問状を9月10日に送付した[24][25]。